# Susana Rubio
Susana Rubio (n. Rosario, Santa Fe, Argentina; 21 de febrero de 1939) es una bailarina, cantante, actriz y vedette argentina.

## Biografía
Nacida en la ciudad santafesina de Rosario donde se crio junto a sus padres, Dora Angelica Marín y Laureano Rubio, y su hermano Alberto. Criada en un seno familiar andaluz, aprendió flamenco, estudió en la Escuela municipal de Rosario Ernesto de Larrechea a los 5 años a bailar clásico y español. Luego formó un conjunto con Héctor Sosa Villa y una chica, cuando decidieron probar suerte en Buenos Aires. Trabajando en el Teatro Empire la conoce Eber Lobato quien la integra a su ballet

## Carrera
Rubio fue una excelente vedette del Teatro Maipo desde 1959 hasta 1973, donde pudo lucir su figura y las plumas en numerosas revistas de comedias musicales junto a primeros capocómicos como Dringue Farías, José Marrone, Alberto Olmedo, Juan Carlos Altavista, Juan Carlos Calabró, Don Pelele, Juan Verdaguer y  Alfredo Barbieri, entre otros.
Era apodada por las revistas de actualidad de entonces como La Bomba del Maipo, en las que se la describía como "singular belleza de extraordinaria simpatía". Se destacó también haciendo dobletes en famosos boites y cabarets como King.
En 1955 fue ganadora del concurso Miss Santa Fe en la que participó junto a la vedette y actriz Isabel Sarli.
En 1966, cuando contaba con 27 años de edad, viajó a México junto a las artistas Elvia Evans, Elena Barrionuevo y Mónica Cramer con el objetivo de incursionar en el teatro de revista y la pantalla chica.
En cine trabajó en dos películas La casa de Madame Lulú (1968) dirigida por Julio Porter, y El caradura y la millonaria (1971) con la dirección de Enrique Cahen Salaberry.
Llegó a integrar el famoso conjunto de ballet encabezado por el famoso bailarín y coreógrafo Alfredo Alaria realizando presentaciones en Francia.
En el 2010 se presentó en un show ante la presentación del libro Teatro Maipo. 100 años de historia entre bambalinas.

## Filmografía
- 1980: Sujeto volador no identificado (sin estrenarse comercialmente)
- 1971: El caradura y la millonaria con Juan Carlos Altavista, María Vaner, Santiago Bal y Dringue Farías.
- 1968: La casa de Madame Lulú, protagonizada por Enzo Viena y Libertad Leblanc.[4]
- 1966: Dos quijotes sobre ruedas.
- 1965: Ritmo nuevo, vieja ola.
- 1959: Nubes de humo.

## Televisión
- 1990: El teatro de Darío Vittori.
- 1985: Sábados de la bondad
- 1983: Teatro de Irma Roy.
- 1970: Teatro para niños.
- 1966: Sábados circulares.
- 1967/1985: El circo de Marrone junto con Pepe Marrone, Juanita Martínez, Oscar Valicelli y Mariquita Gallegos.
- 1960/1963: Los trabajos de Marrone.
- 1960: El Special.

## Teatro
- Revista con la compañía de Miguel de Molina (1959), junto con las bailarinas y vedettes Hilda Mayo, Tita Russ, María Rosa Fugazot, Marina Talbot, Gladys Lorens, Hilda Hansen e Isabel Lester.  Estrenada en el Teatro Sacoa de Mar del Plata.
- El que fue a Sevilla... perdió su silla (1960), con la "Compañía Argentina de Grandes Revistas José Marrone - Juanita Martínez". Estrenada en el Teatro Maipo.
- ¡Que blancos están los negros! (1960), con Alfredo Barbieri, Don Pelele, Rita Varola, Rafael Carret e Hilda Mayo.
- Miren que cabeza loca (1963), con Zulma Faiad, Alfredo Barbieri y Vicente Rubino.
- Verano 64 (1964) de Julio Porter, estrenada en el Teatro Maipo , con Zulma Faiad, Gloria Montes , Norma Castelar y Julia Alson.
- Las que defienden al sexo (1964), junto a José Marrone, Juan Verdaguer, Juanita Martínez, Alfredo Barbieri, Vicente Rubino, Hilda Mayo, Sonia Grey, Rosángela y Julia Alson.
- Solo para mayores (1964).
- Sexy (1964), con Pepe Arias, Dringue Farías, Zulma Faiad, Hilda Mayo, Julia Alson y Tita Merello.
- Vos que lo tenes, cuidalo (1965) junto a Niní Marshall, Tito Lusiardo, Don Pelele, Vicente Rubino, Maruja Montes, Dorita Burgos, Sonia Grey, Maurice Jouvet, Eduardo Rodrigo, Cuco Sánchez y la orquesta de Osvaldo Pugliese.
- Los solteros también sufren (1967), con Pepe Armil, Amalia Ambrosini, Antonio Luisi, Juanita Martinez y Osvaldo Canónico. Estrenada en el Teatro San Martín.
- Avenida 70 (1969), junto a Pepe Biondi, Dringue Farías, Vicente Rubino, Joe Rigoli, Elizabeth Killian, Katia Iaros y Zulma Grey.
- Gran despiplume en el Maipo (1972), junto a Nélida Lobato[5]
- Miau miau, con Romualdo Quiroga, Alberto Rey, Ale Martin, Barbara Mas y Rayito Pourcel.
- El despiplume sigue andando (1973) con Jorge Porcel, Haydée Padilla, Juan Carlos Calabró, Beba Granados, Pochi Grey, Oscar Valicelli y Julio Fedel.
- Comiquísimo (1983) con José Marrone, Marixa Balli, Enrique Ibarreta, entre otros. Estrenado en un teatro en Necochea
- Romerías de España (1992)
- Perra Enamorada (2008), junto a Roberto Piazza.
- Show presentación del libro Teatro Maipo - 100 años de historia entre bambalina (2010).